# CRISPR Therapeutics
CRISPR Therapeutics AG ist ein Schweizer Biotechnologieunternehmen mit Hauptsitz in Zug. Im Geschäftsjahr 2019 erzielte das Unternehmen einen Umsatz von 289,59 Millionen US-Dollar, bei einem Ergebnis nach Steuern von 66,86 Millionen US-Dollar. Die Anzahl der Mitarbeiter lag zum selben Zeitpunkt bei 304 Personen. Anfang 2021 kam das Unternehmen auf eine Marktkapitalisierung von über 13 Milliarden US-Dollar. Zu den Investoren von CRISPR Therapeutics gehört auch das deutsche Chemieunternehmen Bayer AG.

## Geschichte
CRISPR Therapeutics wurde im Jahr 2013 gegründet. Zu den Mitbegründern gehört die spätere Chemienobelpreisträgerin (2020)  Emmanuelle Charpentier, welche als Teil einer Arbeitsgruppe die erste wissenschaftliche Dokumentation zur Entwicklung und zum Einsatz der CRISPR/Cas-Methode erbrachte. Durch diese lässt sich DNA gezielt verändern und austauschen, wodurch z. B. Krankheiten verhindert werden können. Das Unternehmen CRISPR Therapeutics soll diese neue Technologie kommerziell anwenden und die Forschung vorantreiben.
2016 erfolgte der Börsengang des Unternehmens an der NASDAQ. Ab August 2016 betrieb das Unternehmen gemeinsam mit Bayer das Joint Venture Casebia Therapeutics. 2019 kam Casebia Therapeutics direkt unter die Kontrolle von CRISPR Therapeutics.

## Produkte
Das Unternehmen hat mehrere Medikamente in Entwicklung. Dazu zählt ein Medikament für die Behandlung der seltenen Blutkrankheiten Beta-Thalassämie und Sichelzellanämie, welches gemeinsam mit Vertex Pharmaceuticals entwickelt wird.